# Hans Hilpert
Hans Hilpert (eigentlich: Johann Michael Hilpert) (* 20. April 1878 in Windsheim; † 1. Juli 1946 in München) war ein deutscher Lehrer und Politiker.

## Leben
Als Sohn des späteren Reichstagsabgeordneten Leonhard Hilpert geboren, studierte Hans Hilpert nach dem Besuch des Windsheimer Progymnasiums und des Erlanger Humanistischen Gymnasiums Philosophie mit Germanistik, Geschichte und Erdkunde in Erlangen und München. Während seines Studiums wurde er 1898 Mitglied der Burschenschaft der Bubenreuther. 1907 wurde er zum Dr. phil. promoviert. Nach seinem Studium ging er ab 1906 in den bayerischen Staatsdienst und arbeitete als Lehrer, 1906/07 an der Industrieschule in Kaiserslautern und dann am Nürnberger Realgymnasium, wo er bis 1909 als Assistent und dann als Gymnasiallehrer wirkte. Ab 1932 war er Professor am Alten Gymnasium in München. 1918 war er an der Gründung der Deutschnationalen Volkspartei in Bayern beteiligt und war bis 1932 deren Vorsitzender. Von 1919 bis 1932 gehörte als Abgeordneter dem Bayerischen Landtag an, wo er Erster Vorsitzender der Landtagsfraktion war. Nach seinem Ruhestand 1934 wurde er Ehrenvorsitzender der Partei.